# Peenemünde

Situation de Peenemünde dans l'arrondissement de Poméranie-Occidentale-Greifswald.

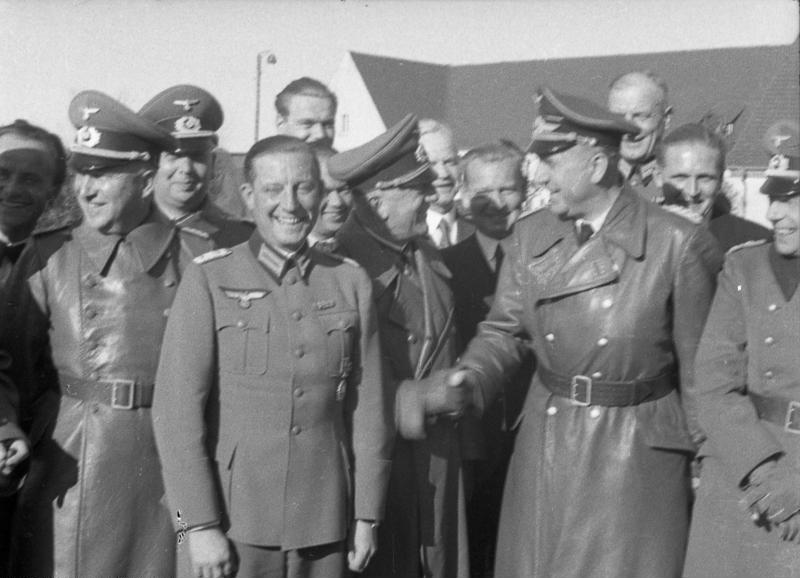
De gauche à droite : le général Emil Leeb, Heinrich Lübke et (?), en arrière-plan, Fritz Todt, Walter Dornberger, à Peenemünde le 21 mars 1941 (archives allemandes).

Peenemünde est un petit port d'Allemagne situé dans l'arrondissement de Poméranie-Occidentale-Greifswald et le Land de Mecklembourg-Poméranie-Occidentale.

## Géographie
Peenemünde est la commune la plus septentrionale de l’île d’Usedom. Elle est située au nord-ouest de la station balnéaire de Karlshagen, sur l’estuaire du Peenestrom, au bord de la mer Baltique.

## Histoire
Le petit port a été mentionné pour la première fois en 1284. Le roi Gustave-Adolphe de Suède y a débarqué à la tête de quinze mille hommes au début de la guerre de Trente Ans, le 26 juin 1630. Il prend rapidement toute la baie et la région environnante,. La paix de Westphalie (1648) l'attribue, comme toute la province, à la Poméranie suédoise.

### Base militaire allemande
En Allemagne, à la fin des années 1920, des amateurs de fusées fondent une association, la Société pour le Voyage Spatial, qui édite une revue - Die Rakete (« La Fusée ») – certains se retrouvent sur un terrain d'une banlieue de Berlin. Vers 1930, utilisant de nouveaux produits et matériaux (aluminium, oxygène liquide...), ils expérimentent de petits moteurs-fusées. Parmi ces passionnés du voyage spatial se trouve Wernher von Braun. Il sera repéré par un colonel de l'armée de terre, laquelle cherchait à l'époque des moyens de contourner les restrictions imposées aux Allemands lors du Traité de Versailles dans l'usage de l'artillerie à long portée.
En compagnie de son nouveau supérieur, le colonel et ingénieur Walter Dornberger, et avec des moyens réduits, von Braun conçoit des moteurs à carburant liquide développant des poussées jamais observées. Les essais ont lieu sur un terrain militaire des environs de Berlin (Kummersdorf). Quand l'armée de terre décidera de consacrer un financement plus conséquent au développement des fusées, c'est von Braun qui trouvera un terrain considéré comme idéal en l’île d’Usedom, située sur la mer Baltique.
En mars 1936, l'armée de terre confirme son financement du centre de recherche. Le 1er avril, la Luftwaffe annonce sa participation au projet. Dès août 1936, d'immenses travaux commencent sur l'île d'Oie, et les premiers ateliers sont opérationnels au printemps 1937, : fusées, avions à réaction, roquettes anti-aériennes, etc.
Le centre était divisé en deux : l'armée de l'air y construisit un vaste aérodrome et elle y développa notamment la bombe volante V1, tandis que l'armée de terre y conçut les premières fusées extra-atmosphériques de l'Histoire[réf. souhaitée]. À son apogée, le centre réunira plusieurs milliers d'ingénieurs et de techniciens, dont un certain nombre issus de partenariats avec des groupes industriels allemands.
En octobre 1942, une nouvelle version de la fusée A4, dernière née des équipes de von Braun et Dornberger, est lancée depuis Peenemünde et atteint près de 85 kilomètres d'altitude, une zone considérée alors comme le début du cosmos. Des centaines d'essais seront encore effectués avant que qu'une version soit jugée suffisamment fiable pour être utilisée à des fins militaires. L'A4 (Aggregat 4) sera à ce moment renommée V2 par la propagande nazie (V pour 'vergeltungswaffe' ou 'arme de représailles').
En dépit de sa position géographique avantageuse, Peenemünde finit par être repéré par les Alliés, qui décident l'envoi de mission de reconnaissance aérienne. En Angleterre, Reginald Victor Jones identifie une fusée sur une photo aérienne. Dans la nuit du 17 au 18 août 1943, la RAF bombarde massivement le centre de recherche (opération Hydra), causant la mort d’environ 800 personnes, dont de nombreux travailleurs forcés (prisonniers de guerre) utilisés pour la construction de l'aérodrome.
Plusieurs autres bombardements suivront, ce qui entrainera la délocalisation progressive des essais, désormais faits à Blizna en Pologne occupée (gouvernement général de Pologne). Par ailleurs, une usine souterraine de production en série destinée au futur bombardement de l'Angleterre, dénommée « Mittelwerk » (« usine du centre »), est aménagée en Thuringe, près de Nordhausen : c'est le camp de concentration de Dora.
En février 1945, devant l'avance des forces alliées et plus particulièrement celles de l'armée soviétique, le régime nazi décide d'évacuer et de dynamiter le centre de recherche.
Peu avant la capitulation sans condition de l'armée allemande, Wernher von Braun organise sa fuite vers l'ouest et négocie son départ vers les États-Unis (voir opération Paperclip). Des 500 membres de son équipe, les Soviétiques ne saisiront que Helmut Gröttrup, responsable du système de guidage des missiles.

### Opération Hydra
L'opération Hydra fut préparée en Angleterre. À 2 h le 18 août 1943, 598 bombardiers Avro Lancaster, Halifax et Stirling du Wing Commander J. H. Searby, partis la veille à 22 h d’Angleterre, frappèrent la base de Peenemünde. La pleine lune permit aux avions de frapper les cibles désignées par les rapports et photos aériennes. La surprise des Allemands fut complète, mais les escadrilles de protection venant de Berlin arrivèrent rapidement sur les lieux et les pertes alliées furent lourdes (40 bombardiers abattus).
Une erreur dans l'emploi des fusées colorées de marquage des cibles diminua notablement l'efficacité finale du raid en attirant le gros du bombardement sur les baraquements de Trassenheide abritant la main-d'œuvre concentrationnaire (dont émanait une partie des renseignements parvenue aux services de renseignement scientifiques dirigés par Reginald Victor Jones).
Toutefois, le bilan fut positif pour les Alliés :
- 1 900 tonnes de bombes, dont 300 tonnes de bombes incendiaires, furent larguées.
- Le général von Chamier-Gliczinski, directeur de Peenemünde, fut tué.
- L'ingénieur Walter Thiel, un des hommes clés du projet V2, spécialiste de la mise au point des moteurs-fusées à combustible liquide, fut tué avec toute sa famille.
- Le général Hans Jeschonnek, chef d’état-major de la Luftwaffe, commandant en second après Hermann Göring, a été une victime indirecte du raid : trompé par les Anglais qui avaient utilisé les paillettes « Window » pour faire croire à un raid sur Berlin, il y expédia inutilement 200 avions de chasse, pendant que les bombardiers Lancaster pilonnaient Peenemünde. Déjà sous pression en raison des difficultés croissantes de la Luftwaffe et s'estimant déshonoré, il se suicida[7].
- De nombreux techniciens des armes V et des experts en disciplines auxiliaires telles que l’électronique furent également tués.
- Des modèles, des maquettes, tous les plans et une grande partie de l’outillage de production furent détruits.

Cette attaque a vraisemblablement préservé Londres et les ports de débarquement d'un « rideau de pluie » de V1.
Dans son livre Most secret War, le responsable du renseignement scientifique britannique R.V. Jones estime que l'opération Hydra fit perdre aux Allemands six à huit semaines dans la course à la mise en œuvre opérationnelle des V1 et V2. Ce délai fut critique pour lancer sans encombre les préparatifs du débarquement de Normandie de juin 1944.
Le 5 mai 1945, la ville est occupée par les troupes soviétiques.

## Le musée des techniques

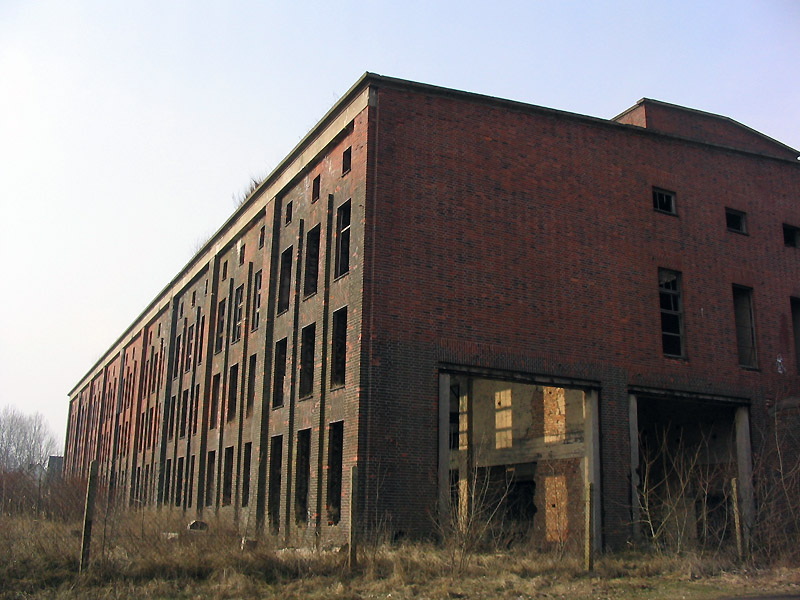
L'usine de liquéfaction de l'oxygène.

Depuis 1991, un musée des techniques de Peenemünde (HTM) occupe les bunkers et l'emprise de l'ex-centrale thermique de Peenemünde. Ce musée est consacré à l'histoire du centre d'essais militaires de Peenemünde et du pas de tir Peenemünde-West, ainsi qu'aux missiles, fusées et autres aéronefs qui y ont été conçus et testés entre 1937 et 1945.

### Documentaires télévisés
- L'arme de représailles : 2e épisode de la série Nazi Mégastructures, sur National Geographic.
- Les armes secrètes d'Hitler, de Bernard George et Yves Le Maner, sur France 3.